# Nils Plötner
Nils Plötner (Gera, Turíngia, 7 de maig de 1989) va ser un ciclista alemany que fou professional del 2008 al 2013.

## Palmarès
- 2010
  - Vencedor d'una etapa al Tour de la Creuse